# Бикша Алеев
Бикша Алеев (Бегиш Алиев;1-я пол. XVII века) — окоцкий уздень‚ купец‚ дипломат‚ аталык («дядька»‚ воспитатель) князей Шолоха и Муцала Черкасских‚ представитель чеченской фамилии Алеевых.

## Биография

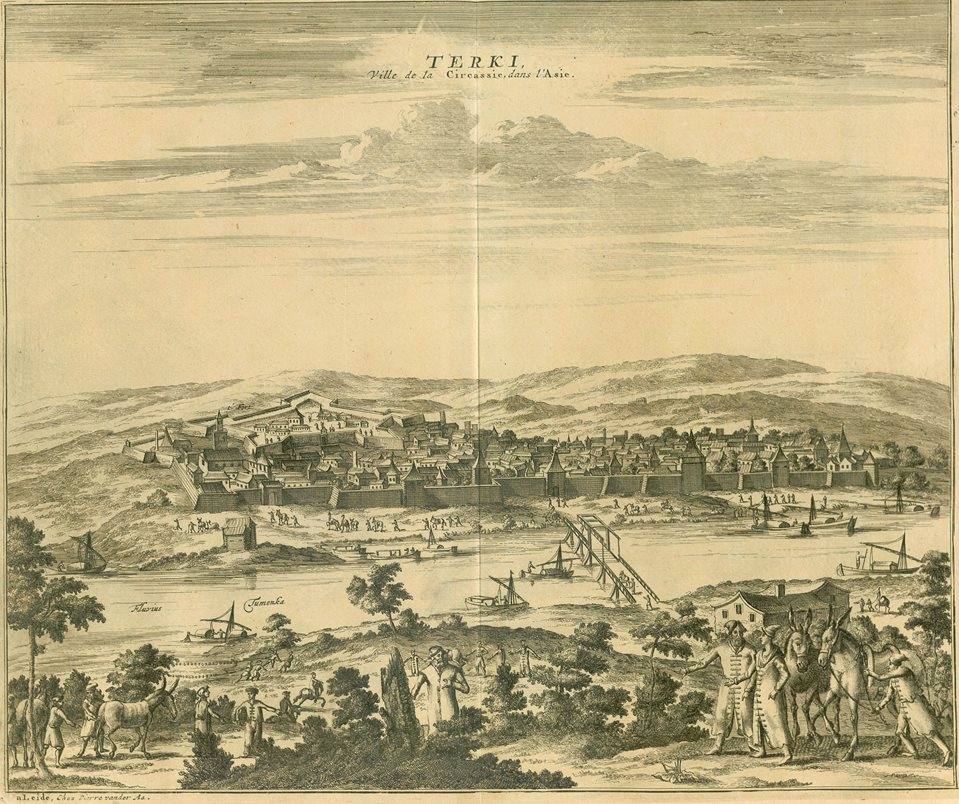
Терский город

Житель Окоцкой слободы под Терками. Впервые упоминается в 1634 году в челобитной царю Михаилу Фёдоровичу кабардинского мурзы Кельмамета Черкасского‚ в которой мурза просит взять его под защиту от окочанина Бикши Алеева.
...Бикша меня‚ холопа твоего‚ тут при всех людей обесчестил‚ молыл мне так: Будет дя ты меня ударишь‚ и я дя тебе и самому голову отрублю.
Братья Алеевы (Бикша‚ Черкес и Ялмурза) в 30-40-х годах XVII века пользовались известностью в Терском городе. Отличались торговой предприимчивостью‚ они часто бывали в Москве‚ их знали близкие царей Михаила Фёдоровича и его сына Алексея Михайловича. Бикша Алеев пользовался большим авторитетом у терских воевод‚ выполнял их поручения‚ за что получал от них «государево жалование‚ сукна‚ корм».
По поручению Муцала Черкасского Бикша и Черкес‚ знавшие толк в лошадях и торговавшие ими‚ получили из царской казны 500 руб. денег для покупки аргамаков и иноходцев «под государево седло». Это поручение братьями Алеевыми было выполнено: в 1647 году в Кумыкской и Кабардинской землях для царской казны они купили четыре аргамака и два иноходца за 315 рублей. Братья Алеевы‚ по-видимому‚ торговали в Москве и Иране незасимо от князей Черкасских. В том же году‚ во время сопровождения русского посланника Я. Родионова в Иран‚ на Кизлярской заставе стрелецкий сотник отобрал у Бикши 225 золотых‚ явно предназначенных для торговых операций.

### Дипломатическая деятельность
В ноябре 1641—январе 1642 года Бикша ездил с грамотами от терских воевод в «шаховы города» Дербент и Шемаху:
И ноября в 5 день посылали мы холопи твои терского окоченина Бикшу Алеева в шаховы города Дербень и в Шемаху, а с ним писали к дербенскому Байрам-салтану да к шемахинскому Арап-хану, чтоб они по твоему государеву указу твоего ц-го в-ва послов князь Еуфима Мышецкого с товарищы и грузинского Теймураза царя посла нареченного митрополита Никифора с царевыми людьми в Грузи пропустили, куда им ближе путь належит, и велели их проводить, чтоб итти безстрашно.
В 1644 году Бикша был послан в Москву Муцалом Черкасским с челобитной о его службах. Вместе с узденем Афанасием Курмановым выехал в столицу в августе 1644 года.
Бикша Алеев воспользовался поездкой в Москву и подал лично от себя челобитную в Посольском приказе.
В Москве было принято решение о пожаловании Муцала князем в награду за его «службы». Были присланы князю царская «жаловальная» грамота и царское жалованье: кубок, шуба, шапка и др. «А послана та посылка с Муцаловыми уздени с Бикшею Алеевым да с Офонаском Курмановым».
Из Москвы посланцы были отпущены в июне 1645 года «в стругу водяным путем».
Справка в приказе Казанского дворца дала такие сведения о его окладе денег 16 руб., хлеба 16 чети ржи, «овса тож», «а опричь ево Бикши иново никово в той статье в денежной и в хлебном окладе не писано». После доклада этих сведений царю Михаилу Федоровичу был дан 12 июня 1645 года указ о прибавке Бикше Алееву «2 руб. денег и хлеба 2 чети».
В мае 1662 года по заданию московского двора и астраханского воеводы Г. С. Черкасского Казбулат Черкасский, Семён Ищеин и Бикша Алеев посетили в Пятигорье верховного князя-валия Кабарды Хатокшоко-мирзу Казиева. В ходе встречи удалось договориться, что Казиевы вернуться на Баксан, откажутся «от сношений с Крымом» и принесут шерсть (присягу) царю.

### Внешность
Один из немногих чеченцев далёкого прошлого, о ком осталось описание внешности. Его сделал во время плавания по Волге Адам Олеарий – секретарь голштинского посольства в Персию осенью 1636 года. Говоря о свите Муцала Черкасского, корабль которого был в караване, он отмечал: 

«Наиболее знатный из татар, говоривший от лица всех, был длинный жёлтый человек с совершенно чёрными волосами и большой длинной бородой. Он был одет в чёрную овчинную шубу, мехом наружу, и был похож на то, как малюют дьявола»